# لورينزو أمايا
لورينزو أمايا (بالإسبانية: Lorenzo Amaya)‏ هو لاعب رماية أرجنتيني، ولد في 5 سبتمبر 1896 في سان ميغيل دي توكومان في الأرجنتين، وتوفي في 12 يونيو 1969 في بوينس آيرس في الأرجنتين.

## وصلات خارجية
- لورينزو أمايا على موقع أوليمبيديا (الإنجليزية)